# Rüdnitz
Rüdnitz è un comune del Brandeburgo, in Germania.

Appartiene al circondario del Barnim ed è parte dell'Amt Biesenthal-Barnim.